# Абашев Микола Іванович
Мико́ла Іва́нович Аба́шев (1802 — 1860-і) — російський поміщик.
Мешкав у Смоленській губернії. Автор низки публікацій про удосконалення ведення сільського господарства. Член Імператорського Московського товариства сільського господарства та Імператорського вільного економічного товариства. Батько хіміка та агронома Дмитра Абашева.

## Основні публікації
Один із перших дописувачів журналу «Сільське господарство» («Сельское хозяйство»). У цьому журналі опублікував, зокрема, статті: 1827 року — «Про найлегший спосіб жати та збирати з поля колоскові рослини» («О легчайшем способе жать и убирать с поля колосовые растения»), 1829 року — «Про скошування хліба косами» («О кошении хлеба косами»). Другу статтю, перероблену на основі нового досвіду, 1832 року видав окремо під назвою «Про скошування жита короткими косами» («О кошении ржи короткими косами»).
1855 року, як підсумок 30-річної сільськогосподарської діяльності, у Санкт-Петербурзі видав «Практичний посібник з удосконалення сільського господарства в нечорноземній смузі Росії» («Практическое руководство к усовершенствованию сельского хозяйства в нечернозёмной полосе России»). Ця книга розміром 8° мала 176 сторінок, містила 4 таблиці, 17 малюнків.

## Відгуки
Президент Московського товариства сільського господарства в промові, проголошеній 1833 року, засвідчив важливу заслугу Абашева в розвиткові сільського господарства, зазначив, що Микола Іванович «успішно відновив і здійснив на ділі думку Петра Великого замінити в Росії серпи гарними косами під час жнив», щоб полегшити працю хлібороба.
Відразу після виходу в світ посібника Абашева в «Працях Імператорського вільного економічного товариства» було відзначено, що «книга ця багата на численні настанови та вказівки».